# Babna Gora, Trebnje
Babna Gora je naselje v občini Trebnje.
Babna Gora je gručasta vasica na pobočju hriba, ob njej so njive Griči, Reber, Kozjek, Osredek in Orehovci, kamenje na njivah pa ovira strojno obdelavo. Na severu naselje obdaja gozd Boršt, precej pa ga je tudi na vzhodni strani.